# Godofredo Viana
Godofredo Viana is een gemeente in de Braziliaanse deelstaat Maranhão. De gemeente telt 11.207 inwoners (schatting 2009).